# Moca pelinactis
Moca pelinactis är en fjärilsart som beskrevs av Edward Meyrick 1925. Moca pelinactis ingår i släktet Moca och familjen Immidae. Inga underarter finns listade i Catalogue of Life.